# Sinubronchiales Syndrom
Das sinubronchiale Syndrom (auch Postnasal-Drip-Syndrom, PNDS oder neuer Upper Airway Cough Syndrome, UACS) ist eine Erkrankung der oberen Atemwege und unteren Atemwege.

## Symptome
- häufiges Räuspern
- Schleim, der den Rachen hinab in die Bronchien fließt
- Husten mit Auswurf, Reizhusten
- Brustschmerzen
- Kopf- und Gesichtsschmerzen
- verstopfte Nase
- allgemeines Krankheitsgefühl

## Ursache und Verlauf
Ursache des PNDS ist zumeist eine viral oder bakteriell bedingte Sinusitis bzw. Rhinosinusitis, die sich in die unteren Atemwege ausbreitet. Zu Grunde liegende Grunderkrankungen können sein: eine Nasenmuschelverdickung, eine krumme Nasenscheidewand, Polypen und Tumore.
Der durch die Nasennebenhöhlenentzündung hervorgerufene Schleim kommt in das Tracheobronchialsystem und löst eine akute Bronchitis aus.

## Therapie
Zum Einsatz kommen Sekretolytika, das Mukolytikum Myrtol, eine antientzündliche Therapie (z. B. durch cortisonhaltiges Nasenspray) sowie schleimhautabschwellende oder antiallergische Präparate, Antihistaminika, Antibiotika, Leukotrien-Rezeptor-Antagonisten, Hustenstiller, unterstützend Dexpanthenol, ferner Inhalieren und Spülungen der Nasennebenhöhlen mit Salbeikonzentrat oder auch Kamille, jeweils zuzüglich 0,9%iger Salzlösung. Diese physiologische Salzlösung ist bei Spülungen erforderlich, um eine Schädigung der Schleimhäute durch osmotische Vorgänge zu verhindern. Mit einer Nasendusche werden entgegen der weit verbreiteten Annahme meist nur die Nasenschleimhäute, nicht jedoch die Nebenhöhlen gespült, die wesentlich schwieriger zu erreichen sind, z. B. durch Vornüberbeugen des Kopfes bei mit der Spülflüssigkeit vollständig gefülltem Nasenraum (Nase dann zuhalten). Ziehen und leichtes Pressen kann dabei das Eindringen unterstützen. Der Vorgang kann mehrere Minuten benötigen, bis eine Füllung der Nebenhöhlen, wenigstens in Teilen, erreicht wird. Die Maßnahmen sind mehrmals am Tag zu wiederholen, und davor ist jeweils für eine gründliche Abfuhr des gebildeten Schleims durch kräftiges Ausschnauben zu sorgen. Zeitlich begrenzt können abschwellende Nasentropfen die durch Schwellung verlegten Zugänge öffnen. Eine operative Therapie kommt in Frage, wenn die konventionellen Maßnahmen nicht greifen.